# Escut de la República Socialista Soviètica de Letònia
L'escut de la República Socialista Soviètica de Letònia fou adoptat el 25 d'agost del 1940 pel govern de la República Socialista Soviètica de Letònia. Es basa en l'escut de la Unió Soviètica. Compta amb símbols de l'agricultura (blat) i la cultura marítima de Letònia (una posta de sol sobre el mar Bàltic). L'estrella roja, la falç i el martell representen la victòria del comunisme i la "comunitat socialista mundial dels estats".
L'estendard porta el lema estatal de l'URSS ("Proletaris de tots els països, uniu-vos!") en letó (Visu zemju proletārieši, savienojieties!) i rus. El nom de la República Socialista Soviètica de Letònia es mostra només en letó i diu Latvijas PSR, la posició per a PSR Padomju Sociālistiskā Republika, o la República Socialista Soviètica. L'emblema fou canviat el 1990 a l'actual escut de Letònia, originalment adoptat el 1921.
L'escut d'armes de Letònia es va restaurar l'any 1990. L'ús i l'exposició de l'emblema de l'RSS ara està prohibit a Letònia, a causa d'una llei aprovada el 2013.

## Versions anteriors

Escut de la República Socialista Soviètica de Letònia (1919-1920)